# 梅里韋瑟縣 (喬治亞州)
梅里韋瑟縣（英語：Meriwether County）是美国喬治亞州西部的一個縣，面積1,309方公里。根據2020年美國人口普查，共有人口20,613人。縣治格林維爾（Greenville）。該縣成立於1827年12月24日，縣名紀念美國獨立戰爭時期將領、聯邦眾議員大衛·梅里韋瑟。